# Olympische Sommerspiele 1904/Leichtathletik – 200 m Hürden (Männer)
Der 200-Meter-Hürdenlauf der Männer bei den Olympischen Spielen 1904 in St. Louis fand am 1. September 1904 im Francis Field statt. Dieser Wettbewerb war nur zweimal Teil des olympischen Programms und wurde in St. Louis letztmals ausgetragen. Drei der hier verwendeten Quellen listen fünf Teilnehmer auf, bei zur Megede sind es nur vier.
Im rein US-amerikanischen Teilnehmerfeld gewann Harry Hillman die Goldmedaille. Zweiter wurde Frank Castleman, Bronze ging an George Poage.

## Rekorde
Der inoffiziell geführte Weltrekord wurde in einem Rennen über 220 Yards aufgestellt, das entspricht 201,168 Metern.
| Weltrekord         | 23,6 s | Alvin Kraenzlein | USA | Chicago (USA), 18. Mai 1898 |
| Olympischer Rekord | 25,4 s | Alvin Kraenzlein | USA | Paris (FRA), 16. Juli 1900  |

Folgende Rekorde wurden über 200 Meter Hürden bei diesen Olympischen Spielen gebrochen oder eingestellt:
| OR | 24,6 s | Harry Hillman | USA | 1. September |

Hillmans Zeit wurde zunächst als Weltrekord geführt, später jedoch wieder als solcher gestrichen, da Alvin Kraenzlein auf der sogar etwas längeren 220-Yards-Strecke im Jahr 1898 bereits deutlich schneller gewesen war.

## Ergebnisse
Die Tabelle unten gibt die in den Quellen genannten Resultate exakt wieder.
| Platz | Athlet          | Land | Zeit (s)                            | Zeit (s)                     |
| Platz | Athlet          | Land | Kluge – IOC-Seite – SportsReference | zur Megede                   |
| ----- | --------------- | ---- | ----------------------------------- | ---------------------------- |
| 1     | Harry Hillman   | USA  | 24,6 OR                             | 24,6 OR                      |
| 2     | Frank Castleman | USA  | 24,9                                | 25,0 (geschätzt)             |
| 3     | George Poage    | USA  | k. A.                               | k. A.                        |
| 4     | George Varnell  | USA  | k. A.                               | k. A.                        |
| 5     | Fred Schule     | USA  | k. A.                               | nicht als Starter aufgeführt |

Harry Hillman krönte in diesem Rennen seinen olympischen Auftritt von St. Louis. Nach Gold über 400 Meter und 400 Meter Hürden wurde er nun Olympiasieger über 200 Meter Hürden. Frank Castleman, zwei Tage später Vierter über 110 Meter Hürden, gewann Silber. Nach Rang sechs im 400-Meter-Lauf und der Bronzemedaille über 400 Meter Hürden am Tag zuvor errang George Poage hier wiederum Bronze. Vierter wurde George Varnell. Nach drei Quellen – siehe Tabelle oben – belegte Frederick Schule, der Olympiasieger über 110 Meter Hürden, in diesem Rennen den fünften Platz.
Da der Hürdenlauf über 200 Meter nur 1900 und 1904 eine olympische Disziplin war, hat Hillmans Rekord bis heute Bestand.

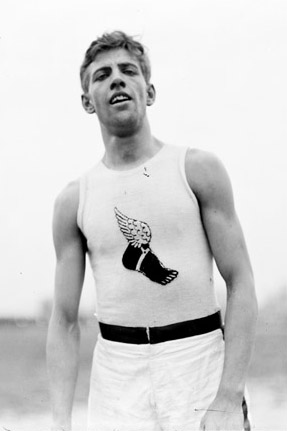
Harry Hillman errang nach Siegen über 400 Meter und 400 Meter Hürden sein drittes Olympiagold in St. Louis
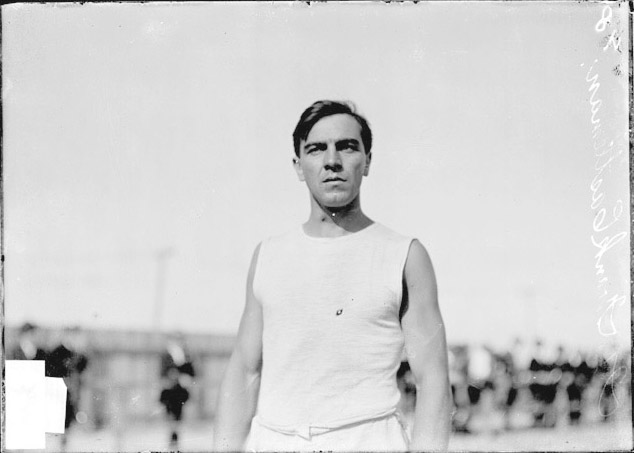
Frank Castleman gewann die Silbermedaille und wurde zwei Tage später Vierter über 110 Meter Hürden
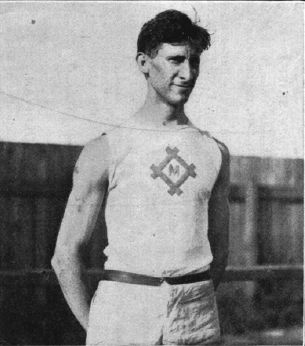
Fred Schule, Olympiasieger über 110 Meter Hürden, kam auf den fünften Platz